# Hub (Baloutchistan)
Pour les articles homonymes, voir Hub.

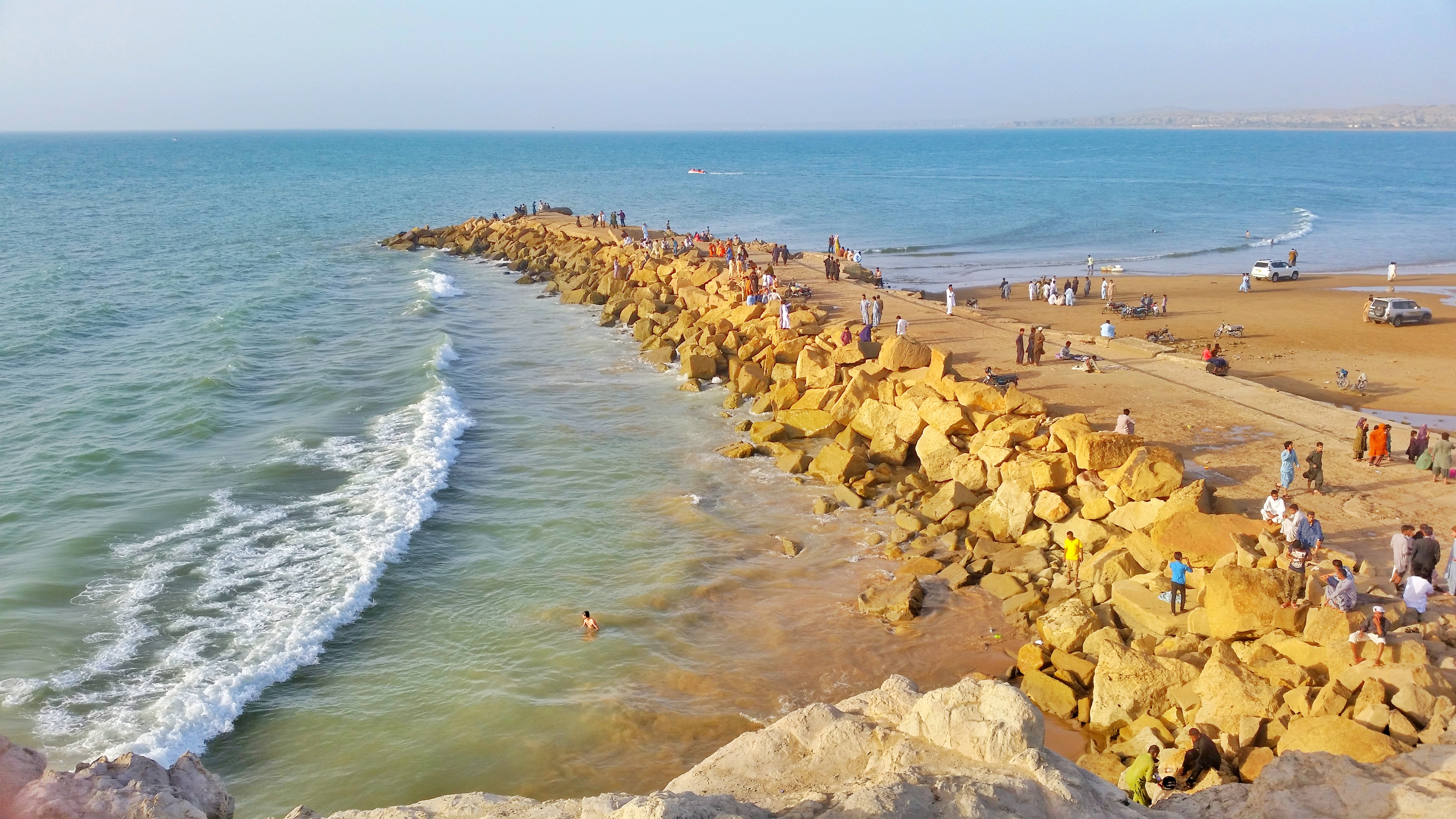

Hub ou Hub Chowki (en ourdou : حب بلوچستان) est une ville pakistanaise située dans le district de Lasbela, dans la province du Baloutchistan. Elle est la capitale du tehsil du même nom.
Bien qu'elle ne soit pas la capitale du district, Hub en est de loin la plus grande ville. Cette dernière se situe à proximité immédiate de la frontière de la province du Sind. La ville a connu une croissance fulgurante grâce à sa proximité avec Karachi, plus grande métropole du pays.
La population de la ville a été multipliée par plus de quarante entre 1981 et 2017 selon les recensements officiels, passant de 4 249 habitants à 175 376. Entre 1998 et 2017, la croissance annuelle moyenne s'affiche à 5,5 %, bien supérieure à la moyenne nationale de 2,4 %. En 2023, la population de la ville monte à 195 661 habitants.
Près de 64 % des habitants de la ville parlent baloutchi, tandis que 15 % sont locuteurs du brahoui, 12 % du sindhi et 5 % du pachto.
Essentiellement musulmane, la ville inclut une petite minorité chrétienne, de plus de 1 000 fidèles, et une plus large communauté hindoue de presque 4 000 fidèles.
Le taux d'alphabétisation de la ville s'élève à 46 % en 2023 (contre une moyenne nationale de 61 % et provinciale de 42 %), dont 55 % pour les hommes et 36 % pour les femmes.
|            | 1981 (rec.) | 1998 (rec.) | 2017 (rec.) | 2023 (rec.) |
| ---------- | ----------- | ----------- | ----------- | ----------- |
| Population | 4 249       | 62 763      | 175 376     | 195 661     |